# ولادیمیر درینفلد
ولادیمیر درینفلد (اوکراینی: Володи́мир Ге́ршонович Дрінфельд؛ زادهٔ ۱۴ فوریهٔ ۱۹۵۴) دانشمند در زمینه نظریه اعداد اهل اوکراین است.
وی همچنین برندهٔ جوایزی همچون جایزه ولف در ریاضیات و مدال فیلدز شده‌است.